# Agnes van Guigoven
Agnes van Guigoven of Guideghoven (Graafschap Loon, eind 13e eeuw – aldaar, eerste helft 14e eeuw) was abdis van de cisterciënzerabdij Herkenrode in het graafschap Loon, gelegen in het Heilige Roomse Rijk. 
Haar vader Jean d’Opleuwe of Jan van Opleeuw was seneschalk van het graafschap Loon; hij droeg de titels van heer van Gors-Opleeuw, heer van Guigoven en kastelein van Kolmont. Agnes werd abdis van Herkenrode in 1334 of 1335, nadat haar voorgangster Margareta van Stein na dertig jaar bestuur stierf in 1333. Hiermee zette Agnes de traditie verder dat de abdis een telg moest zijn uit een familie vazallen die trouw waren aan het grafelijk huis Loon.
De abdij kende een economische opmars. Zij bleef abdis tot het jaar 1337.